# خافي مورينو
خافي مورينو (بالإسبانية: Javi Moreno)‏ (10 سبتمبر 1974 إسبانيا - ) هو لاعب كرة قدم إسباني سابق ومدرب، كان يلعب كمهاجم.

## روابط خارجية
- خافي مورينو على موقع الاتحاد الدولي (مؤرشف)  (الإنجليزية)
- خافي مورينو على موقع قاعدة بيانات كرة القدم.إي يو (الإنجليزية)
- خافي مورينو على موقع ناشيونال فوتبول تيمز (الإنجليزية)
- خافي مورينو على موقع عالم كرة القدم.نت (الإنجليزية)